# 余友泰
余友泰（1917年6月26日—1999年5月2日），男，江苏扬州人，中国农业机械化专家。

## 生平
1917年生于江苏扬州。1940年于國立中央大学农学院农艺系毕业，1947年获艾奥瓦州立大学农业工程硕士学位。他是东北农学院农业工程系的创建者之一，后来成为该院院长。1999年逝于哈尔滨。

## 社会兼职
曾任中国农业机械学会、中国农业工程学会副理事长、黑龙江省科学技术协会主席等职。

## 学术贡献
余友泰著有11本专著，30多篇论文，主持了通用垄作机的研发，1959年获全国农具展览会设计奖。他主编了《机械工程手册·农业机械篇》、《农业机械化工程》等书，参编了《当代中国的农业机械化》、《中国农业百科全书》农业工程卷与农业机械化卷。<r